# Takuya Takahashi
Takuya Takahashi (født 30. juni 1989) er en japansk fodboldspiller, som spiller for den japanske fodboldklub Giravanz Kitakyushu.